# Albert de Circourt
Pour les articles homonymes, voir Circourt (homonymie).
Anne-Marie-Joseph-Albert de Circourt, né le 25 juin 1809 à Bouxières-aux-Chênes, et mort le 13 juin 1895 à Paris 17e, est un historien français.

## Biographie
Il est issu d'une famille franc-comtoise du côté de sa mère et lorraine du côté de son père, Jean-Baptiste-Marie de Circourt. Ce dernier est sous-lieutenant au régiment de Piémont, officier dans l’armée de Condé, et avait épousé, en l’an IX, Marie-Jeanne Mareschal de Sauvagney, avant même d’avoir obtenu son certificat d’amnistie d’émigration. Ses ressources familiales, diminuées par la révolution et l’éducation de cinq fils, l'avaient obligé à quitter, à partir de 1810, la gentilhommière de Bouxières, pour aller vivre à Besançon.
Son père meurt le 30 mars 1812, et sa mère le 30 aout 1813, laissant cinq orphelins à leur oncle et tuteur, M. Mareschal de Sauvagney, ancien conseiller au Parlement. Élevé par la baronne Durand, il épouse la fille du général-baron Victor-Abel de Salle, Joséphine de Salle. Leur fille unique Béatrix de Circourt épousera le général de division René Texier de La Pommeraye.
Officier de marine sur la Victorieuse puis La Provence, il prend part au blocus d'Alger à bord de la Didon. Démissionnaire à la révolution de Juillet, il est nommé conseiller d'État par l'Assemblée nationale en 1872. Il est l'auteur d'une Histoire des Mores mudéjares et des Morisques ou des Arabes d'Espagne, sous la domination des chrétiens (1845-1848) et de La Bataille de Hastings (1858).
Il fut nommé chevalier de la Légion d'honneur en 1878.

## Œuvres
Combat naval devant La Rochelle en 1419, Comte Albert de Circourt, Impr. de N. Texier, 1 janvier 1885
Extrait des Français peints par eux-mêmes, la maîtresse de maison, Albert de Circourt, L. Curmer ed., 1841
Un fils de famille, Albert de Circourt, De Vigny, 1843
Histoire Des Mores Mudejares Et Des Morisques: Ou Des Arabes d'Espagne Sous La Domination Des Chrétiens, Albert de Circourt, 3 volumes, 1845-1848
La Bataille de Hastings, Albert de Circourt, 1843
Les Russes sur l'Amour, leurs découvertes, conquête et colonisation, compte-rendu de Albert de Circourt, 